# Муишеранга

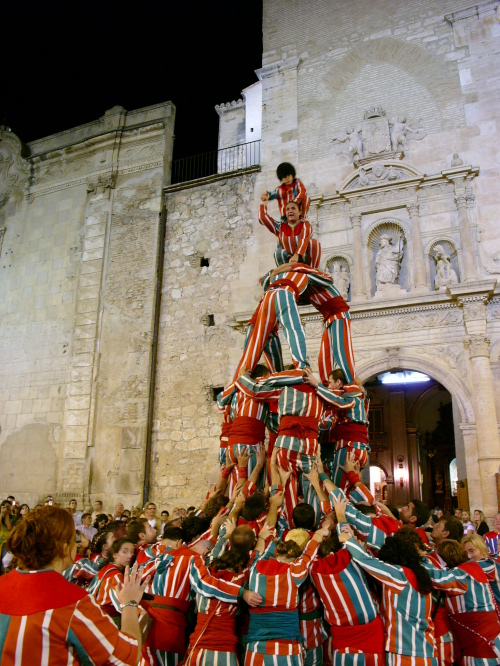
Муишеранга

Муишеранга (кат. Muixeranga [muiʃeranga]) — праздник уличных танцев с показом гимнастических пирамид, проходящий 7-8 сентября в испанском городе Альхемеси, в 30 км от Валенсии.
Муишеранга — это больше, чем артистический акробатический танец. Это собрание древних хореографических традиций огромной пластичности, иллюстрирующих различные фигуры и формы. Муишеранга проводятся в течение городского фестиваля в Альхемеси, в честь так называемой Девы Здоровья (кат. Mare de Déu de la Salut).
Муишеранга во многих отношениях напоминает современные «человеческие замки» (кастели — кат. castells), распространённые в Каталонии. Обе традиции произошли от Moixiganga (Муишиганга) — религиозных танцевальных процессий, когда-то проходивших по всему Пиренейскому полуострову. В отличие от кастелей, муишеранга имеет более религиозный дух, сопровождается танцем, и стремится создать выразительную пластическую фигуру, не ставя своей целью высоту человеческой башни.

## Характеристики
Люди, составляющие замки — обычно группа мужчин, фактически любой профессии. В настоящее время, приблизительно 200 мужчин участвуют в пластических фигурах, но исторически участников было не более тридцати. Есть мастер, или ведущий, который координирует танец, человеческие замки, башни и другие фигуры, а также привлекает и обучает новых людей.
Особенной является одежда. Она составлена из рубашки, брюк, крестьянских ботинок и иногда дополняется специальной шляпой. Ткань окрашена вертикально в красные и синие полосы на белом фоне, придающие шутовской облик. Старейшины вспоминают, что когда-то одежда делалась из ткани старых матрасов.

## Появление и развитие
Есть несколько теорий о происхождении названия праздника. Некоторые теории утверждают, что слово произошло от арабского mochain, что означает «маска». Другие теории связывают название с древними процессиями.
Хотя традиция праздника на Пиренейском полуострове возможно зародилась в XIII столетии, первый письменный отчет о муишеранге в Альхемеси относится к первой трети XVIII столетия.

## Музыка
Танец сопровождается музыкой табалет (кат. tabalet) и дульсайны (кат. dolçaina, исп. dulzaina — духовой инструмент, род гобоя), с очень старой характерной мелодией неизвестного автора. Некоторые люди, борющиеся за возрождение валенсийской культуры и языка, предлагали музыку муишеранги в качестве своего рода гимна для Валенсии и всех каталоноговорящих стран.
Музыку муишеранги  в исполнении Ксавьера Ричарта (Xavier Richart).